# Циркуито дель Порто — Трофео Арверди 2024
58-й выпуск  Циркуито дель Порто — Трофео Арверди — шоссейной однодневной велогонки по дорогам Италии. Гонка прошла 4 мая 2024 года в рамках Европейского тура UCI 2024 (категория 1.2). Победу одержал итальянский велогонщик Якуб Марецко.

## Участники
| UCI ProTeam- Corratec-Vini Fantini UCI Continental Teams (15)- MBH Bank Colpack Ballan - Beltrami TSA-Tre Colli - Biesse-Carrera - CTF Victorious - General Store-Essegibi-F.Lli Curia - Maloja Pushbikers - MG.K Vis Colors For Peace - Q36.5 Continental - Rime Drali - Sava Kranj Cycling - Team Skyline - UM Tools Caffè Mokambo - Work Service-Vitalcare-Dynatek - WSA KTM Graz - Zalf Euromobil Fior Национальная команда- Equipe de France Militaire Любительские, клубные или региональные команды (13)- Arvedi Cycling - Solme-Olmo - Bialini Gomola CCN - Campana Imballagi-Geo & Tex-Trentino - Beltrami TSA-La Risorsa Umana - Gallina-Ecotek-Lucchini - ASD Garlaschese - Petroli Firenze-Hopplà - mebloJOGI Pro-concrete - SC Valle Seriana-Cene ASD - U.C. Trevigiani Energiapura Marchiol - Ukraine Cycling Academy - Velo Club Mendrisio |
| |

## Маршрут
Трасса длинной более 179 километров состояла из 13 кругов по 12,85 километра.

## Ход гонки
Отрыв дня сформировали пять гонщиков: Пол Конор, Гаспер Отоникар, Семён Симон, Кирилл Царенко и Симон Лукка. Вскоре квинтет превратился в квартет, а затем в трио, когда Конор взял на себя инициативу. Три лидера смогли получить преимущество чуть больше минуты. Пелотон контролировал ситуацию до чуть более чем одного круга до конца, наконец, поглотив беглецов. В финале команды с наиболее опытными спринтерами боролись за победу. В напряжённом финале победу одержал Якуб Маречко, который, как ни удивительно, вернулся на трассу спустя десять лет после своего последнего выступления в 2014 году.

## Результаты
| \| Генеральная классификация \| Генеральная классификация \| Генеральная классификация \| Генеральная классификация \| Генеральная классификация \| \| Гонщик \| Гонщик \| Команда \| Время \| \| \| ------------------------- \| ------------------------- \| -------------------------- \| ------------------------- \| ------------------------- \| \| 1-й \| Якуб Марецко \| Team Corratec-Vini Fantini \| 3ч 49' 25 \| \| \| 2-й \| Simone Buda \| Solme-Olmo \| + 0 \| \| \| 3-й \| Alessio Portello \| Q36.5 Continental \| + 0 \| \| |                  |                            |           |
| |                  |                            |           |
| Источник: ProCyclingStats |                  |                            |           |
| Генеральная классификация |                  |                            |           |
| Гонщик | Гонщик           | Команда                    | Время     |
| 1-й | Якуб Марецко     | Team Corratec-Vini Fantini | 3ч 49' 25 |
| 2-й | Simone Buda      | Solme-Olmo                 | + 0       |
| 3-й | Alessio Portello | Q36.5 Continental          | + 0       |